# Rondó en la major per a violí i corda, D 438 (Schubert)
El Rondó en la major per a violí i corda, D 438, és una obra de cambra de Franz Schubert composta el 1816. Com l'Adagio i Rondó concertant en fa major, D 487, del mateix període, és una peça concertant dissenyada per destacar les habilitats del violí solista.

## Antecedents
El 1816 Schubert va compondre diverses obres per a violí solista, entre les quals s'inclouen les tres sonatines (D 384/385 & D 408) i el Konzertstück en re major, D 345. Es creu que l'obra va ser composta pensant que la interpretaria el propi compositor o el seu germà Ferdinand.
La peça no va ser publicada en vida de Schubert i va caldre esperar fins al 1897, quan Breitkopf & Härtel ho va fer en una edició d'Eusebius Mandyczewski.

## Estructura
La composició està pensada per a un violí solista acompanyat d'un conjunt instrumental de violins, violes i cel·los. L'estructura és d'un sol moviment de tempo dividit en dues seccions i amb diverses indicacions de tempo. Les dues seccions són una Introducció (Adagio) i un Rondó (Allegro giusto). La seva interpretació dura al voltant de 13 - 15 minuts.